# Phaea nigripennis
Phaea nigripennis är en skalbaggsart som beskrevs av Bates 1881. Phaea nigripennis ingår i släktet Phaea och familjen långhorningar.
Artens utbredningsområde är Guatemala. Inga underarter finns listade i Catalogue of Life.